# ويلي فان دي كركوف
ويلهولموس فان دي كركوف (بالهولندية: Willy van de Kerkhof)‏، من مواليد 16 سبتمبر 1951 في هلموند في نورد برابانت، لاعب كرة قدم هولندي سابق.
قد لعب مع منتخب هولندا لكرة القدم في بطولة كأس العالم لكرة القدم 1974 وكأس العالم لكرة القدم 1978، وقد شارك مع منتخب هولندا لكرة القدم في 63 مباراة دولية وسجل خمسة أهداف.
قد اختاره بيليه في مارس 2004 ضمن قائمة أفضل 125 لاعب حي.

## روابط خارجية
- ويلي فان دي كركوف على موقع الاتحاد الدولي (مؤرشف)  (الإنجليزية)
- ويلي فان دي كركوف على موقع الاتحاد الأوربي (الإنجليزية)
- ويلي فان دي كركوف على موقع قاعدة بيانات كرة القدم.إي يو (الإنجليزية)
- ويلي فان دي كركوف على موقع ناشيونال فوتبول تيمز (الإنجليزية)
- ويلي فان دي كركوف على موقع عالم كرة القدم.نت (الإنجليزية)